# Xã Rushcreek, Quận Logan, Ohio
Xã Rushcreek (tiếng Anh: Rushcreek Township) là một xã thuộc quận Logan, tiểu bang Ohio, Hoa Kỳ. Năm 2010, dân số của xã này là 2.221 người.